# 莊有臨
莊有臨（1531年—？），字際盛，福建泉州府同安縣人，軍籍，明朝政治人物。

## 生平
嘉靖四十三年（1564年）甲子科福建鄉試第五十二名舉人。隆慶二年（1568年）中式戊辰科會試第三百十四名，三甲第二百二十六名進士。

## 家族
曾祖莊友賢；祖父莊清；父莊杞，母邵氏。永感下。兄庄炜（监生）、庄献（贡士）、际可、际輝、際會。弟際明。